# Iridin
Iridin, eller irisolja, är en isoflavon, en typ av flavonid, och kan utvinnas ur flera irisarter, som till exempel Iris Florentina.

## Framställning
Iridin kan framställas genom destillation med ånga av violrot, varvid det som överdestillerar är en blandning av olika ämnen, av vilka ca 85 % utgörs av den nästan luktlösa myristinsyran.
Produkten är vid rumstemperatur en gul eller gulvit, relativt fast massa med en stark lukt, som påminner om torkad violrot. Massan smälter till en gul eller gulbrun vätska, som vid parfymtillverkning  används löst i alkohol.

## Användning
Ur oljan kan framställas iron (som är en keton med violdoft) i ren form. Oljan används vid tvål- och parfymtillverkning.